# Alberto Delpino
Alberto André Feijó Delpino (Juiz de Fora, 10 de Agosto de 1864 — Belo Horizonte, 15 de Março de 1942) foi um reputado pintor, desenhista, caricaturista, escultor, arquiteto e professor brasileiro.
Depois do estudo de humanidades realizado no Mosteiro de São Bento do Rio de Janeiro, Delpino ingressou na Academia Imperial de Belas Artes de onde saiu formado em pintura, desenho, escultura e arquitetura. Teve por professores os artistas mais conceituados de sua época: Pedro Américo, Vitor Meireles, José Maria de Medeiros, Augusto Rodrigues Duarte, João Zeferino da Costa, os alemães Georg Grimm e Benno Treidler, Almeida Reis, Rodolfo Bernardelli, Francisco Joaquim Béthencourt da Silva e Giovanni Battista Pagani.

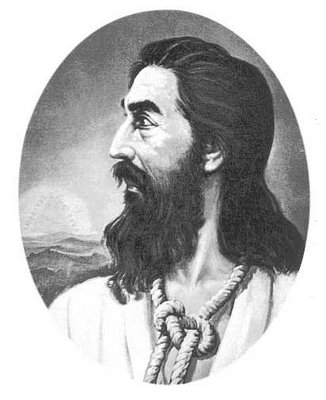
Retrato oficial de Tiradentes, pintura de Alberto Delpino

Artista plástico mineiro condecorado pelo Imperador D. Pedro II, cunhava as moedas do Império e foi o criador da célebre imagem do Tiradentes enforcado.
Mestre em artes, fundou a Escola de Arte de Ouro Preto.
Pai  do homônimo, Alberto Delpino Junior, articulista do Movimento Modernista Mineiro e Organizador do Salão do Bar Brasil de 1936,e tio Avô de Pedro Henrique Colombini Delpino.